# Lamprocephalus
Lamprocephalus là một chi thực vật có hoa trong họ Cúc (Asteraceae).

## Loài
Chi Lamprocephalus gồm các loài: